# Kramatorsk
Kramatorsk (ukrainsk: Краматорськ, tr. Kramatorsk) er en by med oblast-betydning, der ligger i den nordlige del af Donetsk oblast, i det østlige Ukraine. Kramatorsk har 162.811(2014) indbyggere. Siden 11. oktober 2014 har Kramatorsk været det midlertidige administrative center for Donetsk oblast efter begivenhederne i krigen i Donbass.

## Historie
Byen voksede fra at være en mindre landsby etableret ved en jernbanestation i 1868, til at blive en stor moderne by. Kramatorsk fik bystatus i 1932.
Den 8. april 2022, under Ruslands invasion af Ukraine, blev byens jernbanestation ramt af to raketter og 50 personer blev dræbt og 100 såret. Jernbanestationen var et knudepunkt for flygtningestrømmen vestover.

## Geografi
Byen ligger på bredden af Kazennij Torets floden, der er en biflod til Donets. Kramatorsk er en vigtig industriby i Ukraine.

## Nationalitet og sprog
Kramatorsk har en befolkning på mere end 162.800(2014) indbyggere og er en del af et storbyområde med over 197.000(2014) indbyggere.
Ifølge folketællingen i 2001 var den nationale sammensætning og modersmål i Kramatorsk:
|                              | Russere russisk | Ukrainere ukrainsk | Armeniere armensk | Hviderussere hviderussisk | Romani - | Aserbajdsjanere - | Jøder - |
| ---------------------------- | --------------- | ------------------ | ----------------- | ------------------------- | -------- | ----------------- | ------- |
| Nationalitet % af indbyggere | 26.9%           | 70.2%              | 0.6%              | 0.7%                      | -        | 0.2%              | 0.1%    |
| Modersmål % af indbyggere    | 67,9%           | 31,1%              | 0,2%              | 0,1%                      | 0,1%     | -                 | -       |

File:Краматорск, ДКиТ НКМЗ с памятником Ленину.jpg